# 王利器
王利器（1912年1月28日:467—1998年7月24日:348），字藏用，號曉傳，齋名曉傳書齋、七十歲以後改名爭朝夕齋，湖北麻城孝感鄉（今湖北省麻城市）人，生於重慶江津。中國文史學家、校勘學家。中華民國大陸時期就讀於江津中學、重庆大学高中部、四川大学中文系及北京大学文科研究所。曾執教於四川大學文科研究所、成华大学、北京大學、北京政法學院、西北大學及西南民族學院，又曾任職於文學古籍刊行社（今人民文学出版社）、中国社会科学院世界宗教研究所等機構。曾先後應邀赴香港、日本講學。畢生所撰專著30餘種，論文100多篇，計逾兩千萬言，有「千萬富翁」、「兩千萬富翁」 等美譽。:339-349:556-557

## 生平

### 中華民國大陸時期
1912年1月28日（辛亥年臘月初十日），王利器生於四川重慶江津永豐場筍溪河畔之塘灣。清初，王家隨「湖廣填四川」從湖北省麻城縣孝感鄉遷居至重慶江津，至王利器一輩已是第十世。祖父王章可曾為地主長工，後沿途乞討至成都赴省考，中舉後回江津任育才書院院長，後成為地主，於鄉間頗有名望。:467:57
王利器為王章可嫡長孫，幼承庭訓，生活優渥。7歲在家塾上學，受教於前清秀才劉昌文，讀四書五經、《古文觀止》、《千家詩》、《古文辭類纂》等典籍，積習詞翰，至13歲為止。祖父去世後，王利器從家中藏書發現嚴復翻譯赫胥黎《天演論》、梁啟超《飲冰室文集》等書，以當中內容比古籍新奇有趣，遂觸發對學術研究之興趣。1931年，王利器滿20歲，終得長輩許可，並獲留學德國的叔父支持，報考江津中學，以倒數第五名入選。在刚入学时，他的一位同学逝世，学校继续行追悼会，由他代表新生送挽联：“逢君却又别君，叹砥砺无缘，红树青山人已去；相见争如不见，恨文章憎命，素车白马我方来。”此联由于情深意切对仗风雅，他的名声鹊起。读书期间，恰逢吴芳吉担任江津中学校长，其宿舍正好在王利器对面。王也發奮研讀，師從吳芳吉、文幼章諸先生，學業成績名列前茅。
1935年，考入重慶大學高中部，受業於向宗魯、何魯等教授。王氏之表字「藏用」，乃由向氏所贈，並為之說曰：「善藏其器，所以善待其用也。」後王氏又以陸賈《新語》中「書為曉者傳」句，取號「曉傳」，並定為齋名。1937年，考入四川大學中文系，專攻《呂氏春秋》、《風俗通義》。至第四學年，校方為逃避日軍飛機轟炸，遷至峨眉山教學，王氏遂隨時任中文系主任向宗魯於該地完成了長達30餘萬字的畢業論文《風俗通義校注》。論文獲校方推薦參加重慶市政府舉辦的首屆大學生畢業會評，並得滿分，王氏兼獲「榮譽學生」譽。:467-477:57-58
1940年，王利器從四川大學畢業後，適逢北京大學文科研究所招生，遂以《風俗通義校注》報考。不久，王氏收到重慶中英庚款委員會通知參加考試，但當時考期已過，王氏乃親自拜訪招生考試負責人、時任中央研究院歷史語言研究所所長傅斯年。傅氏破例准許王氏繼續考試，並於傅氏之辦公桌上答題。適逢日軍轟炸重慶，王氏須慌忙來回防空洞及試場答題。王氏最終無法完成考試，傅氏卻告知曰其早已獲所方錄取，並準備授予中英庚款獎學金。王氏後選至當時位於四川南溪李莊鎮的中央研究院院址上課，由鄧廣銘負責院務，同學包括任繼愈、逯欽立、王叔岷、馬學良等人，又得以同時向史語所的丁聲樹、董作賓、李方桂、全漢昇、王獻唐、屈萬里等諸先生請益問學。王氏後選定《呂氏春秋》為研究題目，並以《呂氏春秋比義》為題，耗時三年以注疏體完成論文（导师为汤用彤、傅斯年），共計24冊，約200餘萬字。1943年，旋即受聘於四川大學文科研究所任講師，兼任成華大學教授。:478-481:58-59
1945年，日本投降。北京大學復員，遷回北平。王利器乃受聘於北京大學中文系任講師、副教授，講授《史記》、《莊子》、《文心雕龍》。同年5月，王氏首部著作《文心雕龍新書》問世，獲收入中法漢學研究所《通檢叢刊》。但因該刊於中國大陸不甚流行，而後王氏復將書稿加工，乃於1980年以《文心雕龍校證》之名經由上海古籍出版社出版。1949年，即將失去大陸政權的南京國民政府欲說服位處北平的300餘名文教界重要人物轉進臺灣，王氏亦在名單內，但他最終沒有離開北平。:481-482:59

### 中華人民共和國時期
1949年10月1日，中華人民共和國成立，王利器仍留於北京任教於北京大學。1950年，文化部藝術局組織整理中國古籍叢書，邀請王氏參與整理《杜甫集》和《水滸傳》，並與鄭振鐸合作一同校勘整部《水滸傳》，歷四年而成。1954年，調入文學古籍刊行社，後改人民文學出版社，出任古典文學編輯室編輯，曾任范文瀾《文心雕龍注》、鄭振鐸《插圖本中國文學史》等書之責任編輯。:482-483:59-60 1956年，王氏參加九三學社北京分社。:342
1957年，中國共產黨發起反右運動，王利器遭劃定為「右派」。時任人民文學出版社社長嚴文井替其辯護不果，九三學社亦通知王氏停止組織生活。由是，王氏每天被迫從事八小時的體力勞動，其餘時間則屬於自己，王氏遂繼續潛心整理古籍及文學遺產，嗣後數年分別出版《元明清三代禁毀小說戲曲史料》、《盐铁论校注》等書，又曾分別以筆名「劉明暉」及「廖德明」，發表《文則．文章精義》及《苕溪漁隱叢話》之點校本。及至1966年，文化大革命爆發，王氏專注於學術研究之舉，乃為其惹來「走白專道路」、「反動學術權威」等指控。「破四旧」時，王氏遭抄家，所藏宋代以降綫裝書三萬餘冊遭查抄，部分藏書曾被江青及康生據為己有。1968年，王氏遭趕入牛棚，被送入五七干校接受勞動改造，期間曾於咸寧負責燒開水之差役，又曾遷至丹江口看管橘子園。同時，在文革期間，境外書商頻頻翻印王氏著作，如《文心雕龍新書》曾為法國、香港、臺灣翻印，並改署「王理器」。:483:342-343
1972年，王利器獲准返京退休。1975年後，改離休。1976年，粉碎四人幫後，只獲歸還藏書約萬餘冊，但王氏依然勤讀不倦，接連交出十多部書稿，包括《文鏡秘府論校注》、《颜氏家训集解》、《鄭康成年譜》、《李士楨李煦父子年譜》等，並不斷發表單篇論文，合計約有700萬字。1978年，王氏「右派分子」身分獲改正，九三學社通知恢復組織生活。同年，獲聘任中国社会科学院世界宗教研究所特約研究員。:483-484:60-61
1980年，王利器獲聘西北大學中文系兼職教授，講授有關《抱朴子》、《文心雕龍》、《鹽鐵論》、《水滸傳》、《紅樓夢》等課及演講。1981年，時任北京大學副校長季羨林及歷史系主任鄧廣銘邀請王氏出任北京大學歷史系兼職教授，講授《史記》。1982年，王氏年屆七十，乃用毛澤東詞作〈滿江紅·和郭沫若同志〉（1963）中「一萬年太久，只爭朝夕」句，改齋名為「爭朝夕齋」；同年，應邀赴香港中文大學講學。1985年，應日本文部省赴日，先後到京都大學、九州大學、東京大學、神戶大學及高野山大學講學。1986年，獲聘西南民族學院中國語言文學系兼職教授。1987年應時任香港中文大學中國文化研究所所長劉殿爵教授邀請:24，再赴香港中文大學講學。:344-346

文革後二十餘年間，王利器陸續獲邀出席多場國內學術研討會，並出任不同學術機構之顧問或學術委員，多所大學之研究院畢業論文答辯委員，乃至多部學術叢書之主編或顧問。1997年5月末，因急性腸梗阻送院治療，至7月中旬方出院。又因遇京城酷暑，自此改變了過去五十年來於夜半至清晨筆耕著述的習慣，但始終手不釋卷，既繼續勤於校注古籍，亦時時口述，著家人筆錄。1998年7月24日清晨，王氏因突發心肌梗塞送院，後搶救無效逝世，享年86歲。:344-349:61 中華書局編審劉宗漢為王氏撰墓誌曰：:268
|  | 出於川中名宿向宗魯先生之門。學有本源，根柢深厚，平素勤勉刻苦，博聞強記。雖一九五七年、一九六六年拂逆橫來，人所不堪，仍孜孜以求，手不釋卷。所治遍及四部，尤長於箋注古籍。 |

## 治學門徑
王利器畢生廣涉中國文史哲，專治古代文獻及古典文學，尤以校勘見長。周一良曾指王氏之作「薈萃諸家舊注，且旁徵博引，多所發明」。:出版說明:3 早於江津中學就讀時，王氏受老師吳芳吉影響，始精研《淮南子》，勤於明句讀之功夫。:473:21-23 後王氏考入重慶大學高中部，曾致信錢基博，指出其《現代中國文學史》中之錯誤。錢氏後覆函示謝，並於該書再版時將王氏之名與當時一些學術名家一同列於前言:474。至大學時期，王氏所治《風俗通義》，內容駁雜，前人所說可依者不多。王氏對全書進行深入校勘，注釋精當，既匯集前人眾說，又細心指陳其中問題，使應劭原著得以獲取新貌之餘，亦使其更便於閱讀。:24 1953年，王氏於《光明日報》發表文章，嘗試運用馬克思主義研究《水滸傳》，對中國古典文學、尤其是古典小說研究方法上產生開拓性影響:25:56-58。比如1953年，他的整理论文《水浒与农民革命》经毛泽东阅读推荐，连载于《光明日报》。周扬、胡乔木等分别与他通信谈《水浒传》的点校问题。此外，王氏長達數十年的《呂氏春秋》研究，亦備受學術界重視，其《呂氏春秋注疏》，累積多年研究所得而成，被視為漢語學界研究《呂氏春秋》最為重要的成果之一。:496 該書注疏體例精審，將原文、注、疏另行排印，先引東漢高誘古注，再加以疏解，既避免「新疏出而舊注亡」之不幸，亦有利讀者明瞭古注本源，並可比對注疏成就。王氏又據歷代典籍，鈎沉佚文，所用校本達14種，更甚於前人如王念孫、畢沅、蔣維喬等所得，盡力恢復《呂》書原貌。再者，王氏所撰〈《呂氏春秋注疏》序〉，復以詳備的書證，澄清了不少有關《呂》書性質、體例及撰者的問題，對準確理解《呂》書內容具有相當學術價值。:497-498
王利器治學素以嚴謹著稱，著述每每數易其稿，又勤於蒐集積累資料，學術根底深厚。王氏泛覽四部典籍，兼及佛、道二藏，而眾多學術資料的積累乃因王氏勤懇製作卡片，長年集錄所得。據王氏自述，其於文革遭抄家前，所藏卡片數以萬計:486，故於研究時可觸類旁通。王氏又常對讀不同古籍，得以發現及解決不少學術問題。如曾以《大藏經》中對韻文（文）及散文（筆）之記載，澄清清代阮元、阮亨父子的「文筆問答」；又以《淨髮須知》讀通《水滸傳》中「三答不回頭，四答和身轉」的元人髮式。:485 王氏曾言自己讀書及治學有兩大方法。其一乃「單刀直入」，以鑽研某部古籍為研究本身之核心，如治《呂氏春秋》、《鹽鐵輪》、《風俗通義》等書，即遵此法，完成一部之研究後方開始下一部。其二乃「雙管齊下」，即同時研究多部古籍，從而得出新的研究資料，而新的研究資料或亦可成為新的研究核心，如治《文心雕龍》時，同時讀《文鏡秘府論》；研究《水滸傳》時，又治《紅樓夢》。王氏《元明清三代禁毀小說戲曲史料》，正是因研究《水滸傳》和《紅樓夢》二書所得之副產品。:485-486 此外，王氏校對書稿後，均令子女復認真校對兩遍後方交予出版社付梓。:61
王利器好學不倦之態度亦為人稱頌。文革時，王氏面對一切指控皆聽命是從，並以《莊子》所載道家所持「呼我為牛吾應之，呼我為馬吾應之」的思想應對，從不與人爭執，在腦海中堅持懸想他在學術上未能解決的問題。 王氏在五七幹校時，仍時刻心繫學術，曾暗自翻閱中華書局排印本《二十四史》，並向局方寄送有關校勘《三國志》的長達60多頁之整理意見。:484-485 王氏與世無爭之態度，曾令「造反派」對其減少關注。王氏遂暗地與身處海外之學者以書信往來，繼續學術交流，當中包括美國普林斯頓大學浦安迪（Andrew H. Plaks）、加拿大卑詩大學葉嘉瑩，以及日本駒澤大學中村璋八等教授。:483:60 另外，王氏亦嗜書如命。文革後，當王氏得知歷年來之讀書卡片早已付諸一炬時，心情悲痛，「眼淚不禁奪眶而出」。:484-486 1979年，王氏縱曾因病送院，仍著家人把書籍送到病房，精神稍好即開始讀書。出院後，家人勸其多休息，王氏卻始終手不釋卷。:61

## 褒譽
1981年2月，周揚在大學校長座談會上公開表揚王利器為「國學大師」，此話經時任北京大學副校長季羨林及歷史系主任鄧廣銘轉告王氏。:158-159
1987年5月13日，《人民日報》（海外版）第4版「文教專欄」，刊載中國新聞社記者劉兆義所撰題為〈千萬富翁王利器〉的評介文章，以王氏著述達千萬字稱譽其為「千萬富翁」。
1989年，香港中文大學出版社出版《曉傳書齋文史論集》，封底載作者簡介稱王利器為「千萬字富翁」、「大雜家」。
1990年11月19日，時任南京大學中文系教授程千帆致函王利器，以「多寶道人」稱之。:158
1991年，美國普林斯頓大學《葛思德東亞圖書館雜誌》（The Gest Library Journal）第4卷第1期中，漢學家牟復禮（Frederick W. Mote）教授在撰稿人介紹一欄中以「一代鴻儒」（"the master scholar of our time"）稱許王利器。:5 同年11月，臺灣學術期刊《國文天地》第7卷第6期，發表了中國文化大學中國文學系教授鄭向恒所撰題為〈大陸的兩千萬富翁——博學宏文的王利器教授〉的文章，推許王氏為「兩千萬富翁」。

## 主要著述
註：以下只列出王利器已出版之主要著述其主要通行版本。單篇論文及遺佚之作恕未能盡錄，故不收入下列書目。
| 著作名稱                                 | 著者                               | 出版社             | 出版年分 |
| ---------------------------------------- | ---------------------------------- | ------------------ | -------- |
| 《文則．文章精義》                       | 陳騤、李塗著，劉明暉（王利器）點校 | 人民文學出版社     | 1960     |
| 《苕溪漁隱叢話（前集、後集）》           | 胡仔纂集、廖德明（王利器）校點     | 人民文學出版社     | 1962     |
| 《文心雕龍校證》                         | 劉勰著、王利器校箋                 | 上海古籍出版社     | 1980     |
| 《越縵堂讀書簡端記》                     | 李慈銘著、王利器輯                 | 天津人民出版社     | 1980     |
| 《風俗通義校注》                         | 應劭著、王利器校注                 | 中華書局           | 1980     |
| 《元明清三代禁毀小說戲曲史料（增訂本）》 | 王利器輯錄                         | 上海古籍出版社     | 1981     |
| 《歷代笑話集》                           | 王利器輯錄                         | 上海古籍出版社     | 1981     |
| 《文鏡秘府論校注》                       | 遍照金剛著、王利器校注             | 中國社會科學出版社 | 1983     |
| 《李士楨李煦父子年譜》                   | 王利器著                           | 北京出版社         | 1983     |
| 《鄭康成年譜》                           | 王利器著                           | 齊魯書社           | 1983     |
| 《九籥集》                               | 宋懋澄著、王利器校錄               | 中國社會科學出版社 | 1984     |
| 《歷代笑話集續編》                       | 王貞珉、王利器輯                   | 春風文藝出版社     | 1985     |
| 《新語校注》                             | 陸賈著、王利器校注                 | 中華書局           | 1986     |
| 《耐雪堂集》                             | 王利器著                           | 中國社會科學出版社 | 1986     |
| 《漢書古今人表疏證》                     | 王利器、王貞珉著，喬仁誠索引       | 齊魯書社           | 1988     |
| 《史記注譯》                             | 王利器主編                         | 三秦出版社         | 1988     |
| 《金瓶梅詞典》                           | 王利器主編                         | 吉林文史出版社     | 1988     |
| 《曉傳書齋文史論集》                     | 王利器著                           | 香港中文大學出版社 | 1989     |
| 《王利器論學雜著》                         | 王利器著                           | 北京師範學院出版社 | 1990     |
| 《鹽鐵論校注（定本）》                   | 桓寬著、王利器校注                 | 中華書局           | 1992     |
| 《顏氏家訓集解（增補本）》               | 顏之推著、王利器校注               | 中華書局           | 1993     |
| 《越縵堂讀書簡端記續編》                 | 李慈銘著、王利器輯                 | 天津古籍出版社     | 1993     |
| 《葛洪論》                               | 王利器著                           | 五南圖書           | 1997     |
| 《曉傳書齋集》                           | 王利器著                           | 華東師範大學出版社 | 1997     |
| 《往日心痕——王利器自述》                 | 王利器著                           | 山西人民出版社     | 1997     |
| 《王利器學述》                           | 王利器著，王貞瓊、王貞一整理       | 浙江人民出版社     | 1999     |
| 《當代學者自選文庫：王利器卷》           | 王利器著                           | 安徽教育出版社     | 1999     |
| 《文子疏義》                             | 王利器著                           | 中華書局           | 2000     |
| 《呂氏春秋注疏》                           | 呂不韋等著、王利器注疏               | 巴蜀書社           | 2002     |
| 《歷代竹枝詞》                           | 王利器、王慎之、王子今輯           | 陝西人民出版社     | 2003     |
| 《王利器推薦古代文言小說》               | 王利器注釋                         | 廣陵書社           | 2004     |
| 《水滸全傳校注》                         | 施耐庵集撰、羅貫中纂修、王利器校注 | 河北教育出版社     | 2008     |

## 外部連結
- 國學網：國學大師——王利器 （页面存档备份，存于）
- 張子開：〈評王利器《呂氏春秋注疏》〉 （页面存档备份，存于），《漢學研究》第23卷第1期（2005年6月） ，頁495-499。
- 何志華：〈王利器「《呂氏春秋》之編次本為〈六論〉、〈十二紀〉、〈八覽〉」說書證獻疑：兼論高誘注釋體例問題〉 （页面存档备份，存于），《中國文化研究所學報》第四十八期（2008年），頁425-450。